# 1986 na arte

## Eventos
- Inauguração do Museu Etnográfico da Região de Torres Novas em Torres Novas, Portugal.

## Nascimentos
| Data           | Nome       | Profissão | Nacionalidade | Observações | Ref |
| -------------- | ---------- | --------- | ------------- | ----------- | --- |
| 28 de Dezembro | Sui Ishida | mangaká   | Japão         |             |     |

## Mortes
| Data           | Nome                         | Profissão                                       | Nacionalidade                              | Observações | Ref |
| -------------- | ---------------------------- | ----------------------------------------------- | ------------------------------------------ | ----------- | --- |
| 6 de Março     | Georgia O'Keeffe             | pintora                                         | Estados Unidos                             | n. 1887     |     |
| 26 de abril    | Helena Roque Gameiro         | pintora aguarelista                             | Reino Unido de Portugal, Brasil e Algarves | n. 1895     |     |
| 21 de Dezembro | Francisco Coelho Maduro Dias | pintor, escultor, desenhador, decorador e poeta | Portugal                                   | n. 1904     |     |
| ??             | Georg Muche                  | arquiteto e pintor                              | Alemanha                                   | n. 1895     |     |
| ??             | Raymundo Collares            | pintor, desenhista e professor                  | Brasil                                     | n. 1944     |     |
| ??             | Vasco Costa                  | pintor                                          | Portugal                                   | n. 1917     |     |
| ??             | Gastão Hofstetter            | pintor, gravurista e ilustrador                 | Brasil                                     | n. 1917     |     |
| ??             | Jaime Murteira               | pintor                                          | Portugal                                   | n. 1910     |     |
| ??             | Henry Moore                  | escultor e desenhista                           | Reino Unido                                | n. 1898     |     |
| ??             | Gonçalo Duarte               | pintor                                          | Portugal                                   | n. 1935     |     |

## Prémios
- Prémio Príncipe das Astúrias das Artes - Luis García Berlanga[1]
- Prémio Pritzker - Gottfried Böhm[2]